# بون‌ای
بونئی (به ژاپنی: 文永 Bun'ei)؛ نام یک عصر تاریخی ژاپنی (نِنگُو) بود. این عصر بعد از کوچو (دوره) و قبل از کنجی (دوره) قرار داشت و از فوریه ۱۲۶۴ تا آوریل ۱۲۷۵ میلادی به طول انجامید. در طی این عصر امپراتور کامه‌یاما امپراتور ژاپن بود.